# Колелонго
Колело̀нго (на италиански: Collelongo, на местен диалект Chëllonghë, Кълонгъ) е село и община в Южна Италия, провинция Акуила, регион Абруцо. Разположено е на 915 m надморска височина. Населението на общината е 1260 души (към 2014 г.).